# بابراهام
بابراهام (به انگلیسی: Babraham) یک روستا و محله مدنی در بریتانیا است که در کمبزیج‌شر جنوبی واقع شده‌است. بابراهام ۲۷۶ نفر جمعیت دارد.